# Afghánské vzdušné síly
Afghánské vzdušné síly byly vybaveny mnoha typy sovětských letadel, vrtulníků a jiné letecké techniky, například Suchoj Su-7, Su-17/20, MiG-15/19/21 nebo Mil Mi-8/17. Byly nasazovány v drsných a odlehlých přírodních oblastech Afghánistánu, od hor až po afghánské pouště. Letectvo této válkou zničené země, kde sovětskou invazi vystřídala občanská válka a převzetí moci Tálibánem, bylo téměř úplně zničeno a zastaralé stroje byly ponechány svému osudu. Většina zbývajících dochovaných strojů byla zničena v roce 2001, během operace "Trvalá svoboda", vedené USA a její spojenci.

## Historie

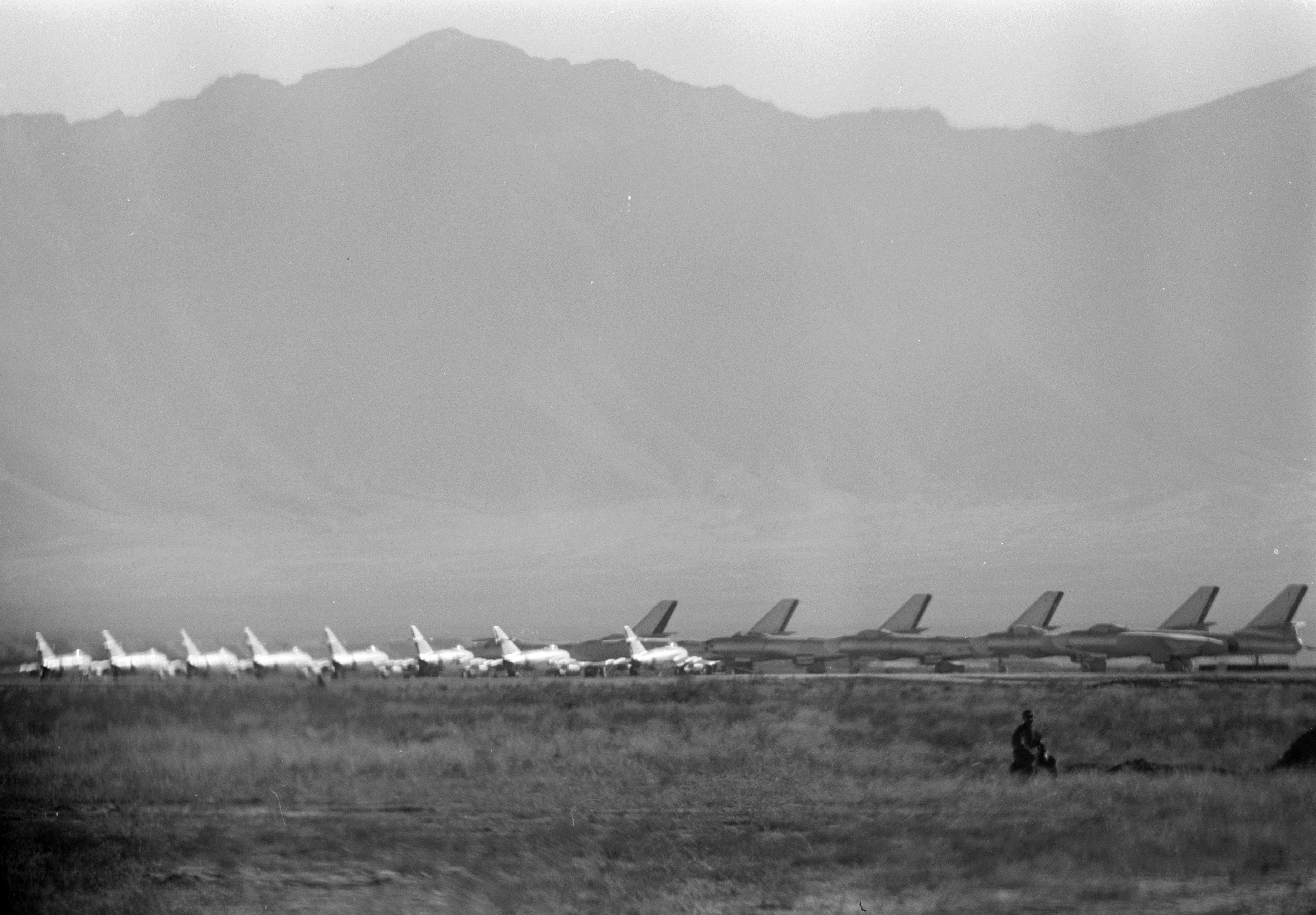
Stíhačky MiG-15 a bombardéry Il-28 na letišti v Kábulu, 1959.

Přežilo jen pár pilotů bývalých Afghánských vzdušných sil, s téměř stejným počtem letadel a vrtulníků. Většina pilotů už dlouhou dobu neletěla, náhradní díly byly nedostupné a stroje byly v ubohém stavu. V Afghánistánu mezi lety 2001 - 2003 neexistovala téměř žádná letecká aktivita, ale to se již v současnosti změnilo. Mezinárodní bezpečnostní pomocné síly (ISAF) a USA se snaží vrátit afghánskému letectvu jeho bývalou podobu.
Po pádu Tálibánu bylo Afghánské letectvo rozpuštěno a znovu založeno jako součást Afghánské národní armády (ANA), přičemž později, v roce 2006 dostalo pojmenování Letecký sbor Afghánské národní armády (ANA-AC). Velitelství leteckého sboru se nachází na kábulské mezinárodním letišti (Kaia) av současnosti sestává z 400členného leteckého personálu. Velitelem vzdušných sil je generálplukovníka Darwan, bývalý pilot afghánských vzdušných sil, který byl svého času kandidátem na prvního afghánského kosmonauta. V současnosti[kdy?] se předpokládá, že stav leteckého personálu se v následujících letech zvýší až na 2 000 osob.

## Vybavení
Stroje, které přežily občanskou válku a osvobozování země se v současnosti nacházejí na kábulském mezinárodním letišti. Jde hlavně o stroje MiG-21, L-39 Albatros, vrtulníky Mi-8, Mi-17, Mi-24 a dopravní letadla An-26 a An-32.

### Stíhačky

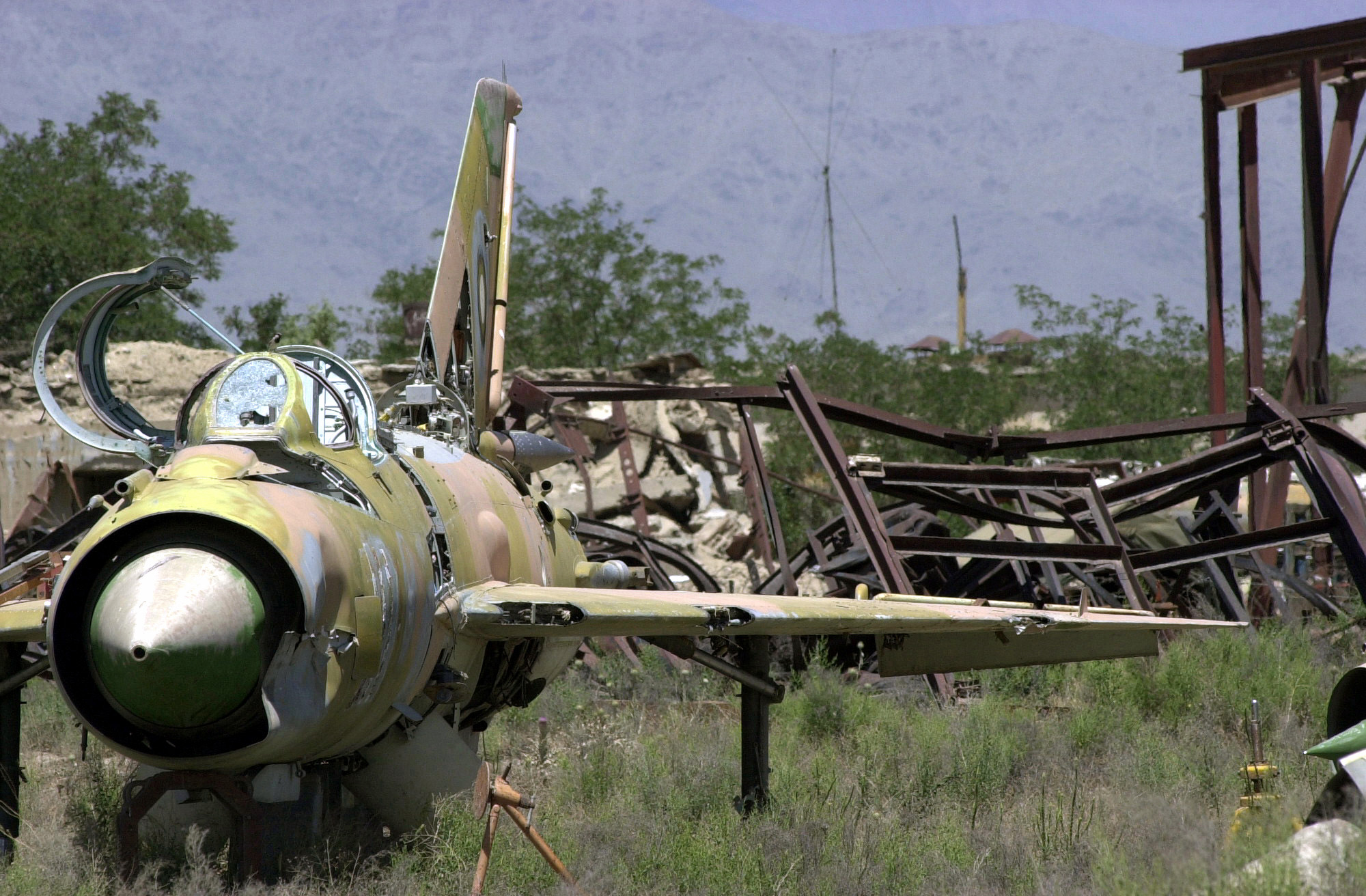
Opuštěný MiG-21 v blízkosti letecké základny Bagram.

Nejméně 2 stíhačky MiG-21, z nichž jeden je dvoumístná cvičná verze MiG-21UM, přežily válku, ale přeletěly na zatím neznámé místo. Je pravděpodobné, že byly uschovány v jiné zemi a čekají na své vyzvednutí Afghánistánem. Další MiGy-21 se nacházejí v zanedbaném stavu na letištích a šrotovištích na území celého Afghánistánu.
Stroj MiG-21MF, evidenčního čísla 924, je v lepším stavu, než většina ostatních strojů a nachází se v blízkosti jedné z budov kábulského mezinárodního letiště. Dalším zachovalým letadlem je cvičný stroj MiG-21UM, evidenčního čísla 578, nacházející se v muzeu afghánských vzdušných sil, v blízkosti centra Kábulu. Na východ od Kábulu se nachází obrovské vrakoviště, kde jsou umístěny nefunkční stroje, jejich počet se odhaduje na 60 ks, zatímco na základně Bagram, severně od Kábulu se zachovaly 3 stroje. Jsou seřazeny severně od americké základny. U vchodu kábulské mezinárodního letiště se na stojanu nachází stroj Su-20.
V hangárech Kaia se nacházejí i tři kusy L-39 Albatros, přičemž jeden z nich (sériové číslo 005) již byl vyřazen z provozu. Začátkem roku 2005 byly zbylé 2 stroje L-39C převezeny do Ruska za účelem důkladné opravy a modernizace. Byly vráceny koncem roku 2005, v kontejnerech, pomocí stroje Antonov An-124. Do původního stavu byly poskládány ruskými mechaniky v hangárech kábulské mezinárodního letiště. Po sestavení podnikli několik zkušebních letů, aby získali zpět certifikáty způsobilosti k letu. Po splnění tohoto úkolu se ruští technici vrátili domů a v současnosti jsou obě L-39 ve výzbroji afghánských vzdušných sil a plně funkční.

### Vrtulníky

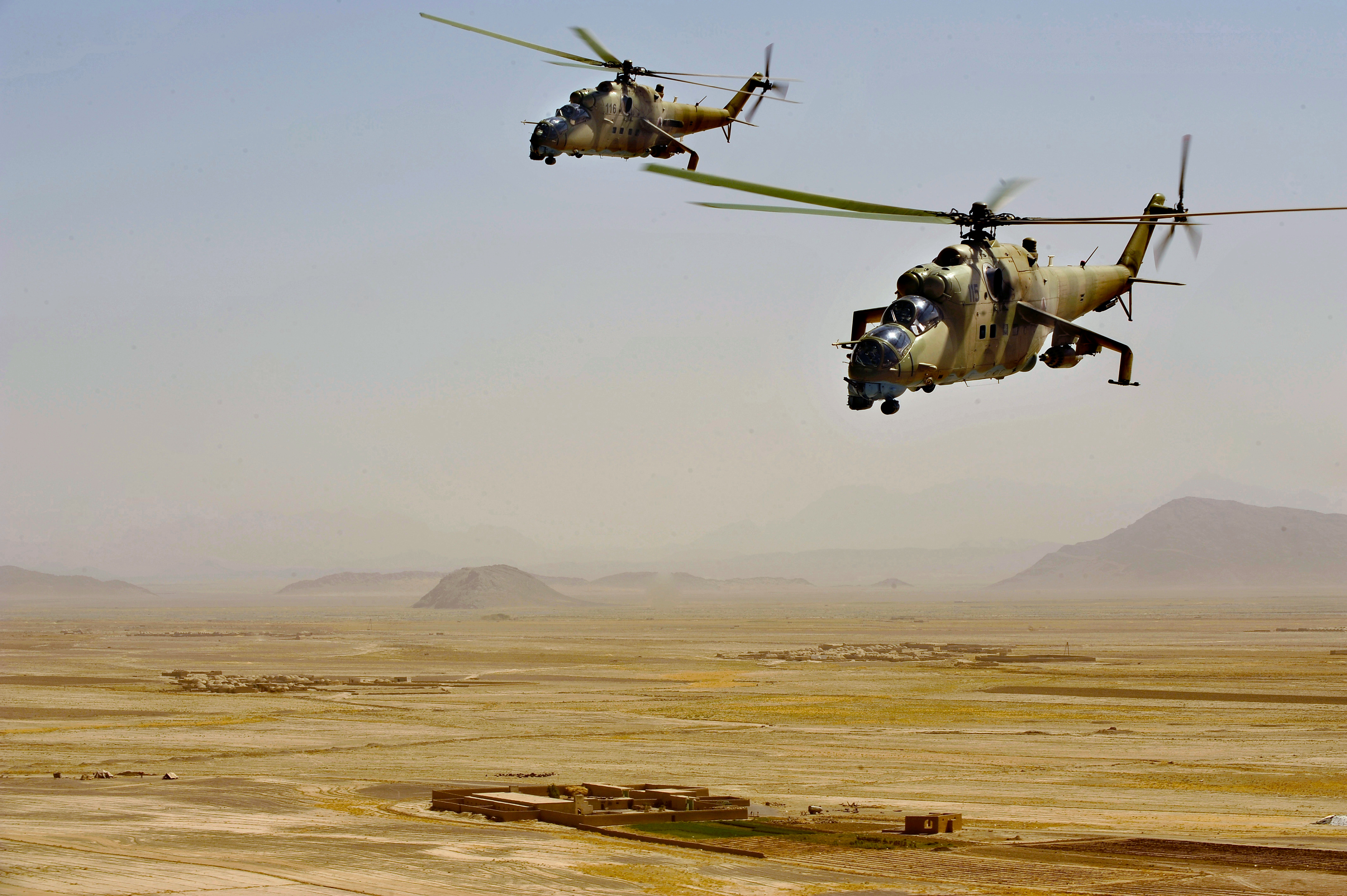
VrtulníkyMi-24/35 z ANA-AF nad Afghánistánem, 3. říjen 2009.

V současnosti tvoří páteř ANA - AC 8 vrtulníků Mil Mi-8/17 (registrační čísla:514,522,565,567,569,570,607,792). Přesné označení verzí těchto strojů není známo, ale s největší pravděpodobností jde až na jednu výjimku o verzi Mi-8MTV nebo Mi-17. Jeden Mi-8T není v současné době letuschopný a byl částečně použit na náhradní díly. Letuschopné vrtulníky podnikají pravidelné lety a často jsou mimo své základny i několik dní. Během svého nasazení se zdržují hlavně v Afghánistánu, zajišťují přepravní operace. Kromě strojů Mi-8 je letectvo vybaveno i šesti stroji Mi-24/35. Jejich složení skládá ze dvou Mi-24P a čtyř Mi-24V. Čtveřice Mi-24V byla během roku 2005 podrobena rozsáhlé renovaci. V prosinci 2005 byly vráceny afghánskému letectvu zrenovované a ve výborném stavu a v budoucnu budou vykonávat přímou podporu pozemních vojsk ANA.
Provoz těchto útočných strojů byl dosud omezen, přičemž týdně bylo provedeno jen několik cvičných letů. V průběhu těchto letů se Mi-24 zdržují v blízkosti kontrolní věže Kaia a doba letů nepřesáhne 20 minut. Mi-24 ale i Mi-8 patří pod stejné velitelství vrtulníkové letky.

### Dopravní letectvo

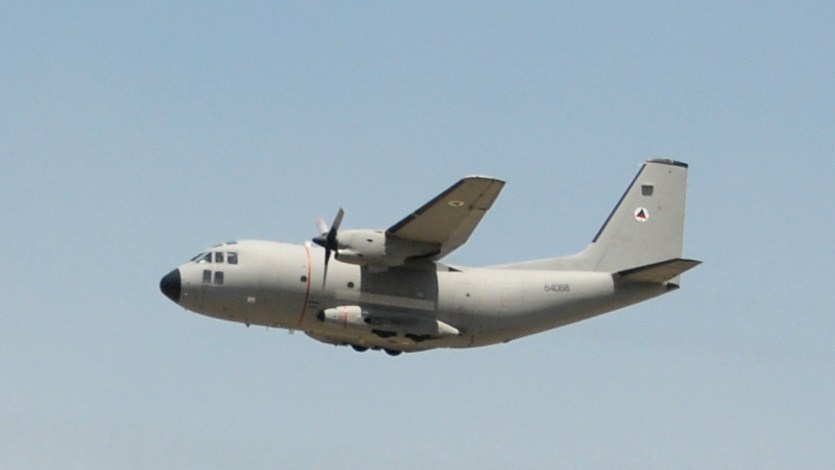
Nákladní letadlo Alenia C-27 afghánských vzdušných sil, 28. 4. 2010.

Ve vojenské části kábulské mezinárodního letiště se nachází opuštěný Antonov An-12 Cub. Tento stroj je vyřazen, jeho součásti jsou viditelně zkorodované, ale přesto je možné, že v budoucnu bude opět letuschopný. Menšími stroji dopravního letectva jsou 2 Antonova An-26B (čísla 250 a 278) a tři An-32 (č. 342, 359 a 353). Všechny tyto stroje jsou v dobrém stavu a podnikají lety téměř denně do všech částí Afghánistánu. Počátkem roku 2006 byly An-24 (č. 250) a An-32 (č. 350) předány ANA - AF, po renovaci v Tádžikistánu. Po dohodě afghánské vlády se spojenci, byla koncem roku 2009 zakoupena dopravní letadla Alenia C-27A Spartan. Vojenské plány počítají s dodáním až 20 ks těchto strojů.

### Přehled
Tabulka obsahuje přehled letecké techniky afghánského letectva v roce 2016 podle Flightglobal.com.
Ve službě: letadla v každodenní službě.
Objednáno: závazně objednaná letadla; hvězdičkou jsou označeny objednávky, které čekají na schválení či podepsání kupní smlouvy.
| Název                          | Fotografie     | Původ          | Určení               | Verze          | Ve službě      | Objednáno              |                |
| Bojové letouny                 | Bojové letouny | Bojové letouny | Bojové letouny       | Bojové letouny | Bojové letouny | Bojové letouny         | Bojové letouny |
| ------------------------------ | -------------- | -------------- | -------------------- | -------------- | -------------- | ---------------------- | -------------- |
| EMB-314                        |                | Brazílie       | lehký bojový letoun  |                | 10             | 10                     |                |
| Dopravní a transportní letouny |                |                |                      |                |                |                        |                |
| C-130 Hercules                 |                | USA            | transportní letoun   | C-130H         | 4              |                        |                |
| Cessna 208                     |                | USA            | dopravní letoun      |                | 25             |                        |                |
| Pilatus PC-12                  |                | Švýcarsko      | dopravní letoun      | PC-12NG        | 17             |                        |                |
| Vrtulníky                      |                |                |                      |                |                |                        |                |
| MD 530                         |                | USA            | víceúčelový vrtulník |                | 12             | 13+28*                 |                |
| Mi-8/17                        |                | Rusko          | transportní vrtulník |                | 97             |                        |                |
| Mi-35                          |                | Rusko          | bitevní vrtulník     |                | 7              |                        |                |
| UH-1                           |                | USA            | víceúčelový vrtulník | UH-1H          | 10             |                        |                |
| UH-60                          |                | USA            | víceúčelový vrtulník | UH-60A         | 16             | Dalších 143 objednáno. |                |
| Cvičná letadla                 |                |                |                      |                |                |                        |                |
| SA 315                         |                | Francie        | cvičný vrtulník      |                | 3              |                        |                |